# Alegreya

Specimen d’Alegreya Sans.

Alegreya est une famille de polices de caractères sérif et sans sérif, Alegreya et Alegreya Sans, créée en 2011 par Juan Pablo del Peral. La police Alegreya a été désignée par ATypI comme l’une des 53 meilleurs polices de la décennie en octobre 2011 lors de la compétition Letter.2,. Les deux polices sont disponibles sur Google Fonts, sont distribuées sous la licence SIL OFL, et couvrent les écritures latines, grecques et cyrilliques.